# Gonospira cylindrella
Gonospira cylindrella је пуж из реда Stylommatophora и фамилије Streptaxidae.

## Угроженост
Ова врста се сматра рањивом у погледу угрожености врсте од изумирања.

## Распрострањење
Ареал врсте је ограничен на острво Реинион.